# Lengyel Tamás (színművész)
Lengyel Tamás (Budapest, 1977. szeptember 7. –) Jászai Mari-díjas magyar színész.

## Életpályája
Édesanyja magyar–német szakos tanár, édesapja gépészmérnök. Általános iskolai beilleszkedési nehézségei miatt szülei beíratták a Harlekin Gyermekszínházba, ahol Bodó Viktorral együtt játszott. 1992-től 1996-ig a Radnóti Miklós Gimnáziumban tanult és ott is érettségizett. A második jelentkezést követően 1997 és 2001 között a Színház- és Filmművészeti Egyetem színművész hallgatója Marton László osztályában. Osztálytársai voltak többek között: Dolmány Attila, Csányi Sándor és Hámori Gabriella.
A Vígszínházban volt színészgyakorlaton. 1999-ben lépett először színpadra a Pesti Színházban A nagy szemérmetlenség: Oscar Wilde három pere című darabban. 2001-től 2007-ig a Radnóti Miklós Színház tagja volt. 2008-ban csatlakozott a Budapesti Kamaraszínházhoz. 2011–2017 között a Vígszínház tagja, 2017-től szabadúszó. 2024-ben alapító tagja a Loupe Színházi Társulásnak.
Rendszeres szereplője a Rádiókabarénak. Lengyel Tamás csatornahangként is ismert a Comedy Centralon. Emellett A mi kis falunk című sorozatban Bodri György, azaz Gyuri szerepét játssza.

## Magánélete
2020-ban kötött házasságot közgazdász párjával. 2020 őszén megszületett kisfiuk, Vince. Budatétényen laknak.

## Színházi szerepei
- Osztrovszkij: Jövedelmező állás (II. tisztviselő)
- Füst Milán: A jövedelmező állás (Neumann Gerő)
- Bródy Sándor: A szerető (Ágost)
- William Shakespeare: II. Richárd (Bolingbroke)
- Zilahy Lajos: Halálos tavasz (Dr. Egry Iván)
- Rideg Sándor: Indul a bakterház...Piócás
- Martin McDonagh: Kripli (Billy)
- Simon Stephens: Punk Rock (Bennett Francis)
- William Shakespeare: Makrancos Kata (Biondello)
- Bertolt Brecht: Jóembert keresünk (Szun, a pilóta)
- Horace McCoy: A lovakat lelövik, ugye? (Robi)
- Hanoch Levin: Átutazók (Avner Chori)
- Gogol: A revizor (Ivan Hlesztakov)
- Heltai Jenő: Lumpáciusz Vagabundusz (Gyalu)
- Mihail Bulgakov: A Mester és Margarita (Rimszkij)
- Mike Bartlett: Földrengés Londonban (Carter)
- Cziczó Attila: Dzson Meklén vagyok (Dávid)

## Filmes, televíziós szerepei
- Nincsen nekem vágyam semmi (2000)
- I Love Budapest (2001) – Krisztián
- Állítsátok meg Terézanyut! (2004)
- A miskolci boniésklájd (2004)
- Jóban Rosszban (2005-2006, 2008-2009) – Dr. Zólyomi Iván
- Veinhageni rózsabokrok (2006)
- Tréfa (2009)
- La Rafle (2010)
- Halálkeringő (2010)
- Munkaügyek (IrReality-show, 2012–2017) – Tóvári Tamás
- Casino (2011) – Tamás
- Szabadság – Különjárat (2013) – Pacek
- Idegenek (2013)
- Megdönteni Hajnal Tímeát (2014) – Cseke Gábor
- Fapad (2014–2015) – Kalóczy Andor
- A láthatatlan seb (2014) – Sárkány Miklós
- Idegenek (kisfilm, 2015)
- Kossuthkifli (2015) – Scwappach Amadé őrnagy
- Víkend (2015) – István
- Aranyélet (2015, 2018) – Miklósi Tibor
- Válótársak (2015–2018) – Hatvani József „Joci”
- Indián (2016)
- Memo (2016) – Dr. Lónyai Péter
- A mi kis falunk (2017–) – Bodri György „Gyuri”
- BÚÉK (2018) – Márk
- Egy másik életben (2019) – Korsós Béla
- Segítség! Itthon vagyok! (2020) – Győző
- Így vagy tökéletes (2021) – Veres Szabolcs
- Bűnös város (2021)
- Fűző (2022) – Andrássy Gyula
- A Nagy Fehér Főnök (2022–2023) – Csikós Nándor „Nándi”
- Ki vagy te (2022–2023) – Brian Fox
- A Király (2022) – Vilmányi György
- Apatigris (2023) – Dr. Békéssy Antal
- Szenvedélyes nők (2025)

## Szinkronszerepei
- Kuzey Güney – Tűz és víz – Güney Tekinoğlu (Buğra Gülsoy)
- Fatmagül – Vural Namlı (Buğra Gülsoy)
- Fullmetal Alchemist (Kapzsi)
- Fullmetal Alchemist: Testvériség (Kapzsi)
- Sam, a tűzoltó (eloltott tűz)
- Daredevil (Matt Murdock / Fenegyerek) (M2 szinkronverzió)
- Pókember: Nincs hazaút – Matt Murdock (Charlie Cox)

## Díjai
- Jászai Mari-díj (2017)